# Litice (hrad)
Litice jsou zřícenina hradu na zalesněném návrší nad obcí Litice nad Orlicí, asi 7 km západně od města Žamberka. Hrad je přístupný veřejnosti, je majetkem České republiky a jeho správu zajišťuje Národní památkový ústav. Od roku 1964 je chráněn jako kulturní památka.

## Dějiny hradu

### Vznik hradu
Hrad Litice byl založen koncem 13. století za posledních Přemyslovců v rámci kolonizace řídce osídleného pohraničního pralesa severovýchodních Čech, který byl královským majetkem. Oblast Podorlicka v povodí Divoké i Tiché Orlice osídlili členové rodu Drslaviců, kteří zakládali osady v jihozápadních Čechách a vybudovali nejstarší hrady na Plzeňsku – Litice u Plzně a Potštejn u Žinkov. Jména svých původních rodových sídel přenesli i do své nové državy, v níž vybudovali opěrnou síť nových hradů, zejména Potštejn a proti proudu řeky Divoké Orlice nepříliš vzdálené Litice.
V roce 1309 byli na hradě uvězněni přední zemští šlechtici Jindřich z Lipé, Jan I. z Vartenberka a Jan z Klingenberka, zajatí pražskými a kutnohorskými patricii vedenými Peregrinem Pušem. Z toho se usuzuje, že hrad byl v nějakém vlastnickém vztahu k pražskému rodu Pušů. Nedlouho poté se stal královským majetkem, v roce 1316 jej český král Jan Lucemburský zastavil Jindřichovi mladšímu z Lipé. Janův syn a moravský markrabě Karel po svém návratu z Itálie řadu zastavených královských hradů vykoupil, mezi nimi v roce 1333 i Litice. Opět je hrad připomínán v roce 1341 v souvislosti s vypořádáním majetku po smrti Mikuláše z Potštejna. Zřejmě ještě za vlády Jana Lucemburského se hrad dostal do držení pánů z Lichtenburka, s nimiž byl směněn za jejich rodové centrum Lichnice. Lichtenburkové se na Liticích připomínají ještě v padesátých a šedesátých letech 14. století, v roce 1365 však Jan z Lichtenburka prodal Litice Jindřichovi z Lipé a nedlouho poté opět změnily majitele.

### Doba pánů z Kunštátu
Nejpozději od roku 1371 náležely Litice pánům z Kunštátu, v jejichž držení zůstaly i téměř celé následující 15. století. Po Bočkovi z Kunštátu († 1373) se panství ujal jeho stejnojmenný syn († 1416), který k němu v roce 1389 přikoupil od Ješka Kdulince ves Kunvald. Poté hrad spravoval jeho syn Viktorin, jemuž ve východních Čechách patřila také panství Náchod a později i Pardubice. V době náboženské reformy se stal rozhodným stoupencem husitství a blízkým spojencem Jana Žižky z Trocnova. Z tohoto důvodu byl hrad již v roce 1421 obléhán vojskem slezských knížat. Po Viktorinově smrti v roce 1427 Litice zdědil jeho syn Jiří z Kunštátu a Poděbrad, který hrad, poškozený při husitských válkách, po polovině 15. století přestavěl a rozšířil. Jiří si hrad, který se stal přední pevností rodu pánů z Kunštátu, oblíbil a pobývali tu i členové jeho rodiny, zejména jeho prvorozený syn Boček. V roce 1470 se zde narodil Jiříkův vnuk Jiří Münsterberský, kníže münsterbersko-olešnický a syn knížete Jindřicha I. z Münsterberka.
Po smrti Jiřího z Poděbrad připadly Litice při dělení rodového majetku v roce 1472 nesvéprávnému Bočkovi z Kunštátu, který je ještě za svého života postoupil svému bratru a zároveň poručníkovi Jindřichovi staršímu z Münsterberka, jenž je v roce 1491 zmiňován jako vlastník litického panství. Za jeho doby se jako hejtman hradu a panství připomíná Matěj Sudlička z Borovnice. Jindřich byl však donucen kvůli vysokému zadlužení, které vzniklo následkem válečného konfliktu s uherským králem Matyášem Korvínem, litické panství spolu s Potštejnem v roce 1495 odprodat Vilémovi z Pernštejna, když ještě předtím obě panství neúspěšně nabízel ke koupi králi Vladislavovi Jagellonskému. Vilém se přitom zavázal vyplatit Jindřichově manželce Uršule Braniborské, pokud by Jindřicha přežila, věno, které bylo zapsáno na litickém panství. V následujícím období Litice ztratily svůj význam, neboť centrem rozsáhlého podorlického pernštejnského dominia, k němuž patřilo i sousední panství potštejnské a řada dalších statků, se stal právě nedaleký Potštejn.

### Doba Pernštejnů, Bubnů a Parishů
Vilém z Pernštejna, kterému se podařilo v Čechách i na Moravě shromáždit značné pozemkové vlastnictví a hrad Potštejn neobyčejně zvelebil, rozdělil roku 1507 své statky mezi syny Jana a Vojtěcha. S českým zbožím dostal Litice mladší Vojtěch, ale ujal se jich až po otcově smrti v roce 1521. Z jeho doby, z roku 1525, se dochovala hospodářská instrukce vydaná Vojtěchem hejtmanovi panství, která potvrzuje, že na hradě zůstal pouze personál, zajišťující jeho nejnutnější provoz a údržbu. Litický úředník Zicha byl ve svém konání zcela podřízen potštejnskému hejtmanovi Albrechtu Sudličkovi z Borovnice a o postavení litické čeledě svědčí i menší služné, než jaké se za stejné úkony vyplácelo na Potštejně. Po Vojtěchově smrti roku 1534 pak zdědil všechna panství jeho bratr Jan, který pokračováním ve velkorysém zvětšováním pernštejnského dominia a stavebními aktivitami překročil kritickou mez svých finančních možností. Janovým nástupcem a dědicem jeho východočeských statků byl jeho nejstarší syn Jaroslav, který převzal po svém otci celé dominium zadlužené natolik, že jej nebyl schopen udržet.. Na rozdíl od svého otce neprojevoval tolik náboženské snášenlivosti a poté, kdy po porážce prvního stavovského povstání zasáhl obnovením tzv. Svatojakubského mandátu král Ferdinand I. proti jednotě bratrské, Jaroslav z Pernštejna na svých panstvích odmítl její sbory chránit a bratry vypovídal. V roce 1556 byl Jaroslav nakonec donucen potštejnsko-litické panství prodat rýnskému falckraběti Arnoštovi Bavorskému (1500–1560), který je záhy rozdělil na menší statky a dále rozprodal. Tak v roce 1558 prodal hrad Litice s městečkem, k němuž náležela i polovice města Žamberka a osm vesnic, za 6625 kop grošů českých Václavu Okrouhlickému staršímu z Kněnic. Okrouhlický nepodržel Litice dlouho, neboť již po jeho smrti bylo panství, též značně zadlužené, i se statkem Doudleby, který k němu Václav přikoupil, v roce 1562 prodáno zdatnému hospodářovi Mikuláši z Bubna. Ten koupí druhé polovice města Žamberka a pěti dalších vsí v roce 1575 litické panství opět scelil a v držení rodu z Bubna zůstalo až do roku 1809.

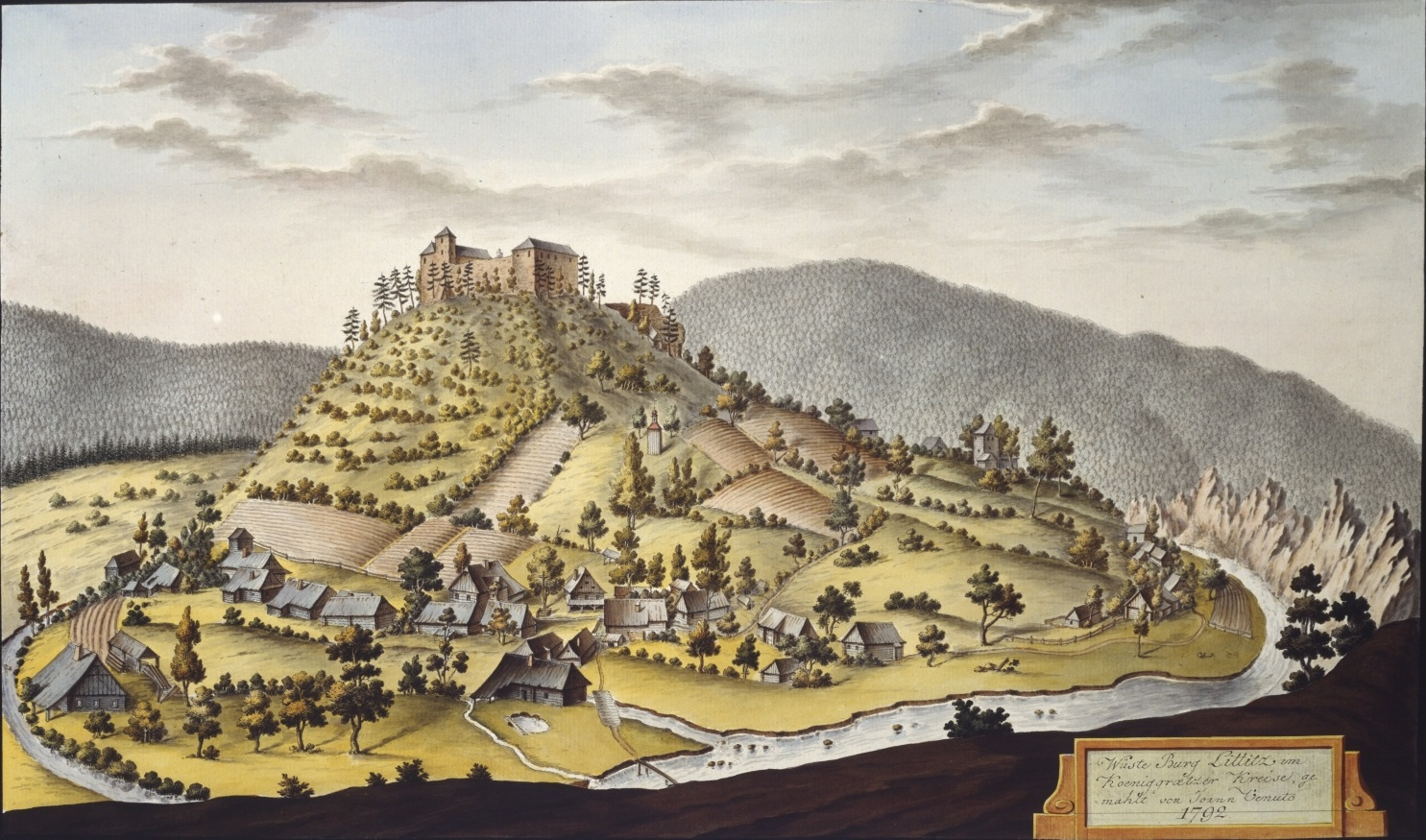
Hrad Litice na malbě Jana Antonína Venuta z roku 1792

Mikuláš z Bubna († 1608) si z hradu Litice učinil své rodové sídlo, ale v 90. letech 16. století vystavěl zámek v Doudlebách a kolem roku 1600 i v Žamberku, na nichž ke konci svého života střídavě pobýval. Na Liticích pak nesídlil ani poručník Mikulášových synů Mikuláš Vratislav z Bubna, ani Mikulášovi potomci, čímž byl hrad odsouzen k pozvolné zkáze. Urbář žambereckého panství jej v roce 1657 zachycuje jako polorozbořený, pouze jeho obytné budovy mohly být v případě nebezpečí užívány jako skladiště. Ještě v roce 1681, kdy byl hrad podle svědectví Bohuslava Balbína již opuštěn, na něm jeho majitel František Adam z Bubna prováděl poslední opravy. Chátrání hradu částečně oddálil Antonín Vít z Bubna, který nechal v roce 1776 nově zastřešit severní palác a nad pátým patrem věže vybudovat stanovou střechu. Jižní palác byl zcela ponechán svému osudu. Pouhou epizodou v dějinách hradu bylo období let 1809‒1815, kdy žamberské panství vlastnil hrabě Veriand Windischgrätz, který jej v roce 1815 prodal Johnu Parishovi. Parishové pak mezi lety 1890–1896 provedli částečnou konzervaci zdiva a další v roce 1925. Významné stavební úpravy byly v jádře hradu prováděny i v letech 1933‒1935. V majetku Parishů zůstaly Litice až do tzv. znárodnění velkostatků roku 1948. Hrad byl poté, již jako památkově chráněný, spravován národními výbory a v roce 1974 byl převeden do správy Krajského střediska státní památkové péče a ochrany přírody v Pardubicích. Mezi padesátými a sedmdesátými lety 20. století bylo v jeho prostorách soustavně konzervováno zdivo, ale po zastavení těchto úprav byl hrad od poloviny 80. let pro veřejnost uzavřen.

## Stavební vývoj
Původně nepříliš rozsáhlý hrad vznikl na konci 13. nebo na začátku 14. století na vrcholu strmého skalnatého návrší, ze tří stran chráněného meandrující Divokou Orlicí. Jeho půdorys byl elipsovitý, hradní návrší bylo odděleno příkopem a valem a na jeho severním úbočí, odkud vedla přístupová cesta, byl hrad zesílen dalším příkopem. Následkem pozdější stavební činnosti nelze původní podobu hradu bezpečně rekonstruovat. Části zdiva spojené s jeho nejstarší výstavbou byly zachyceny při archeologickém výzkumu v roce 1986. Osnova dnešního jádra hradu vznikla až v průběhu druhé poloviny 14. století, kdy zde byla realizována dvoupalácová dispozice doplněná tělesem věže a hospodářskými staveními.
Nynější rozsah zastavěné plochy hradu je výsledkem významné přestavby realizované z podnětu Jiřího z Poděbrad. Jejím cílem bylo výrazně zlepšit obrannou funkci hradu a zvýšit komfort obytných prostor, neboť původní hrad těmto nárokům již zcela nevyhovoval. Obranyschopnost hradu posílilo zejména na severní a západní straně rozsáhlé opevněné předhradí. Jeho hradba, na čelní straně o dvojnásobné šíři než jiné její dochované úseky, byla zesílena dvěma baštami a zjevně se počítalo i s její aktivní dělostřeleckou obranou. Celkové provedení systému opevnění však zdaleka nedosahuje kvalit, které vykazují podobné stavby přední domácí šlechty. Přístup do hradu na severní straně chránila dnes částečně dochovaná věžovitá brána s odděleným vstupem pro pěší (fortnou) a pro povozy nebo jízdní. V jejích prostorách byla i strážnice, přístup do patra brány zajišťovalo šnekové schodiště. Vstup do brány umožňovaly dva padací mosty přes předsunutý a zčásti vyzděný příkop. Průčelí brány bylo ve výši prvního patra opatřeno pozoruhodnou sochařskou výzdobou. Její součástí je nad brankou pro pěší v rámu umístěná kompozice erbů, z nichž lze považovat za nepochybné znaky pánů z Kunštátu a zemí Čech a Moravy. Pod erby ji doplňuje nápis vztahující se k dokončení přestavby, datovaný 1468. U pravého dolního rohu této kompozice je umístěna malá deska s doposud neidentifikovaným erbem. V prostoru nad vstupem pro povozy na levé straně se nacházejí reliéfy tří lidských postav, střední snad představuje krále Jiřího. Prostory dolního hradu byly využity také pro vybudování hospodářského zázemí.
Cestu k hornímu hradu přehrazovaly další dvě brány situované do prosté zdi, jak dosvědčují dochované relikty. Přestavěn a rozšířen byl i horní hrad s obytnými prostory. Tvoří je dva protilehlé paláce, věž a výškově členité nádvoří. K čtverhranné věži, která byla vybudována u severovýchodního nároží jižního paláce až během druhé etapy přestavby hradu, přiléhala další malá stavba, z níž se dochovaly jen skromné zbytky. Východní část jižního dvoupatrového paláce (původně zřejmě třípatrového), v němž byly vzhledem k jeho bezpečnější poloze patrně umístěny reprezentativnější obytné místnosti a jehož některé prostory byly zaklenuty žebrovými klenbami, tvoří vstupní průjezd do nádvoří horního hradu. Vstup do paláce byl vybudován teprve ve výši prvního patra, o čemž svědčí dochovaný vstupní portál. První a druhé patro paláce bylo zřejmě zaklenuto, jak svědčí dochované relikty klenebního systému. Věž, členěná do pěti podlaží, byla zakončena nad pátým patrem dřevěným obranným ochozem a stanovou nebo vysokou valbovou střechou. Místnosti ve třetím a pátém podlaží jsou zaklenuty dochovanou žebrovou klenbou. Přístup do věže byl možný v jejím druhém, třetím a čtvrtém podlaží po dřevěných pavlačích, vedených z paláce. Alespoň tomu by nasvědčovaly větší otvory s gotickým ostěním na západní straně věže. Severní palác, z něhož se dodnes dochovala jen severní zeď a z části i boční a příčné zdi, sloužil jako obydlí pro služební personál a správu hradu a panství.
Dnešní podoba jádra hradu je významně ovlivněna úpravami, které zde byly prováděny mezi lety 1933‒1935. Jejich cílem bylo zajištění a zpřístupnění jižního paláce. Budova byla opatřena valbovou střechou a mezi patry byly zřízeny dřevěné stropy. Přístup do paláce byl zajištěn dřevěným schodištěm ze vstupního průjezdu. Stavební úpravy postihly i věž a měly značný vliv na charakter stavby. Přístup do ní byl zajištěn betonovou lávkou z druhého patra paláce, výstup do vrcholových partií věže mělo umožit betonové schodiště, které však narušilo systém žebrových kleneb. Vrcholová část věže byla ukončena betonovým vyhlídkovým patrem a vybudováním nové střechy. V roce 1959 byla vizuálně nejrušivější část tohoto stavebního zásahu na vnějším části pláště věže překryta dřevěným obložením, které vytváří dojem ochozu.

## Zajímavosti
- Po dobytí Tábora vojsky Jiřího z Poděbrad v roce 1452 byl na hradě Liticích, poté, co odepřel poslušnost zemskému správci, uvězněn táborský kněz Václav Koranda starší.[26] Stihl jej podobný osud jako táborského hejtmana Bedřicha ze Strážnice, který zemřel ve vězení na nedalekém hradě Potštejně.[27] Osud Václava Korandy zaujal Aloise Jiráska, který jej v roce 1879 zvěčnil ve svém historickém románu „Konec a počátek“, jehož děj se odehrává v letech 1452–1453 na hradě Litice, líčí zánik táborství a vznik jednoty bratrské.
- V nedalekém Kunvaldě, který ležel na litickém panství, se mezi lety 1457‒1458 usadila skupina zbožných reformních utrakvistů-laiků, kteří položili základ historické jednotě bratrské. Na tomto a okolních panstvích také vznikly jedny z prvních bratrských sborů.[28] Po porážce stavovského odboje v roce 1547 Jaroslav z Pernštejna ze svého panství bratry vykázal.[29]
- Litice navštívil Bohuslav Balbín, který zříceninu popsal jako kdysi „velmi pevný hrad“. Jeho zmínka o tom, že si Jiří z Poděbrad na Liticích uložil své cennosti,[30] zavdala podnět k pověstem o dočasném ukrytí korunovačních klenotů ve zdejších hradních zdech v době ohrožení země.
- Ve Warwicku, ve státě Pensylvánie byla v červnu 1756 na synodě moravské církve založena nová bratrská kolonie. Toto budoucí město bylo pojmenováno podle hradu Litice – Lititz. Na synodě byla Anna Maria Demuth, provdaná Lawatsch, exulantka původem z Moravského Karlova.[31][32]

## Současnost
| Rok  | Počet návštěvníků |
| ---- | ----------------- |
| 2015 | 922               |
| 2016 | 3 131             |
| 2017 | 11 488            |

Předehrou současných úprav hradního areálu byl záchranný archeologický průzkum, který na hradě probíhal mezi lety 1985‒1987. V roce 1992 došlo po základních zabezpečovacích pracích k opětovnému zpřístupnění hradu, přičemž v prostoru celého areálu bylo v následujících letech postupně odborně konzervováno veškeré dochované zdivo. V interiéru jižního paláce byl instalován výběr z fragmentů nalezených při záchranných pracích, tabule s informačními texty a obrazové reprodukce, zachycující vývoj stavu hradu od 19. století do současnosti. V prostoru jižního paláce a v přilehlé věži je možné absolvovat návštěvnický okruh. Z důvodu zřícení části lícového zdiva severního paláce byl hrad v roce 2015 a po větší část sezóny v roce 2016 uzavřen a probíhaly zde záchranné stavební práce.

## Fotogalerie

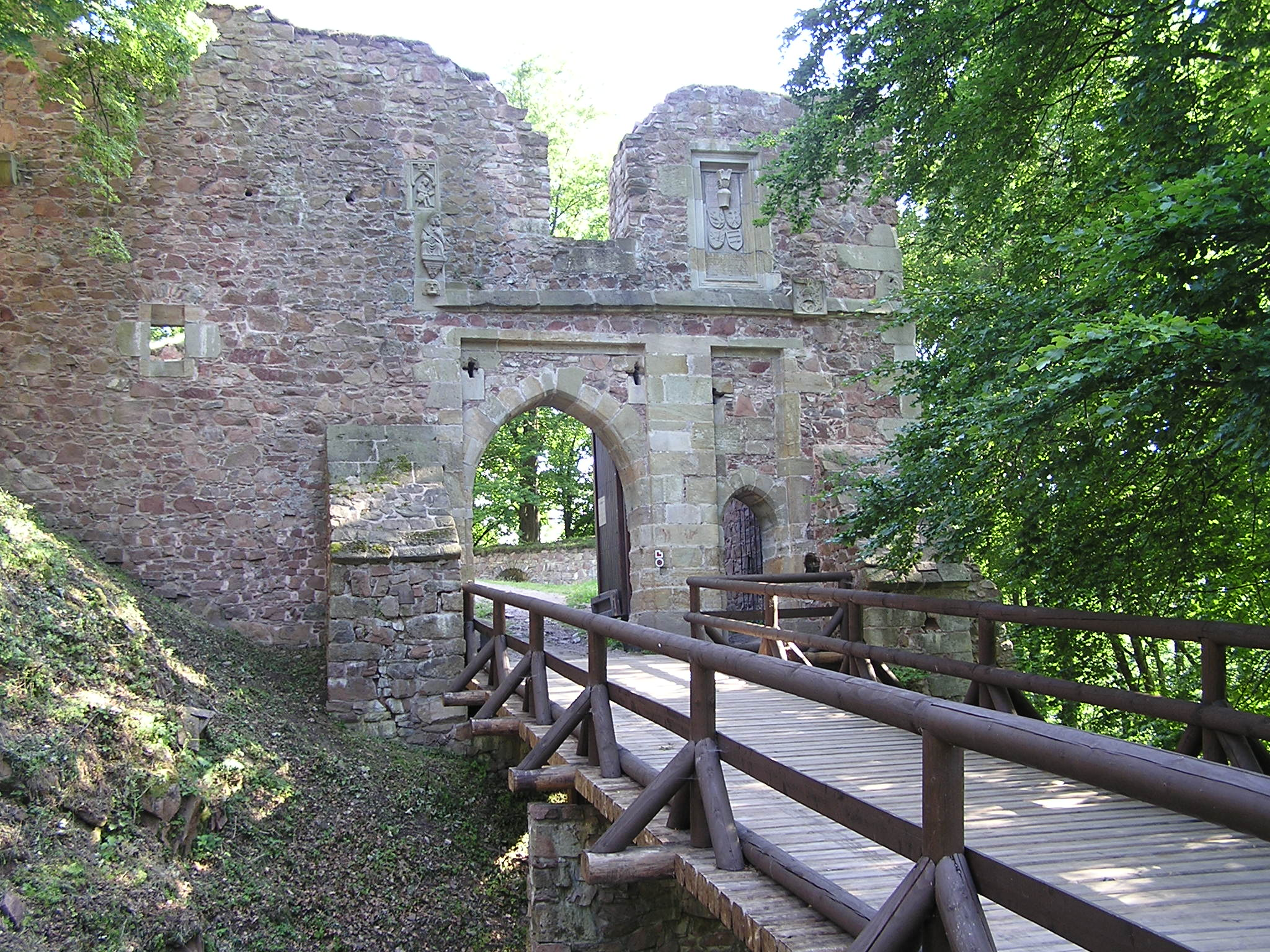
Vstupní (první) brána hradu Litice
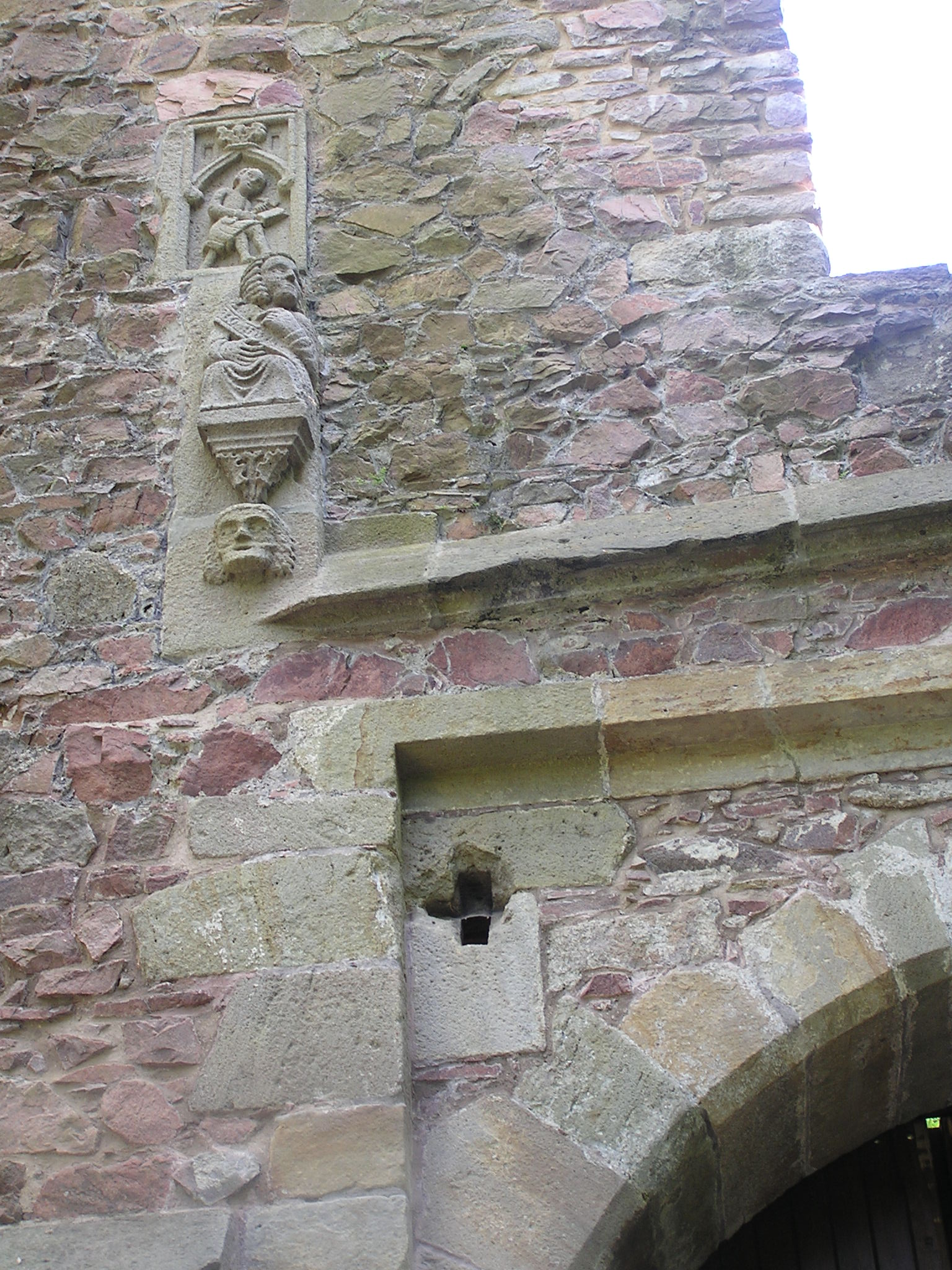
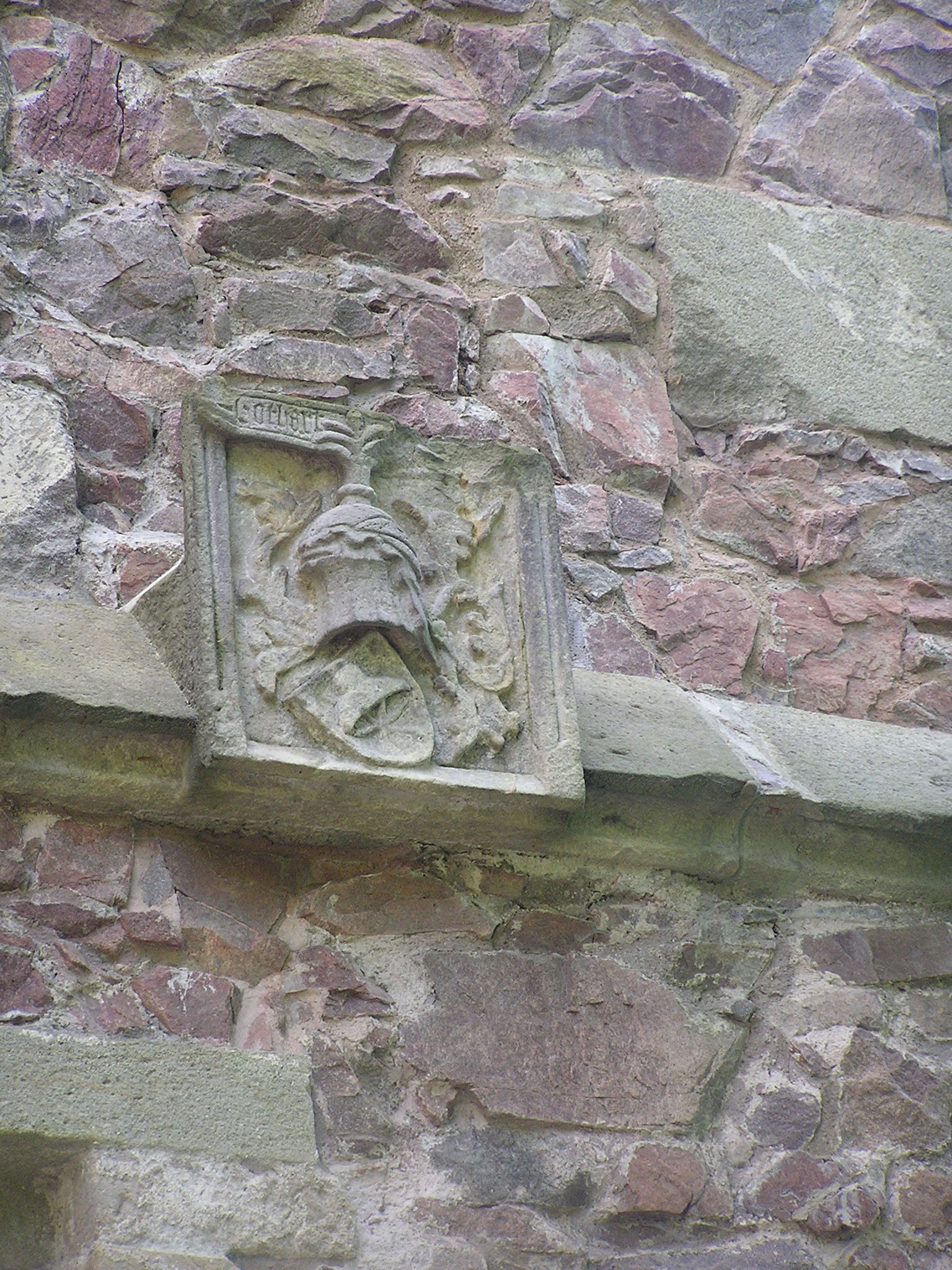
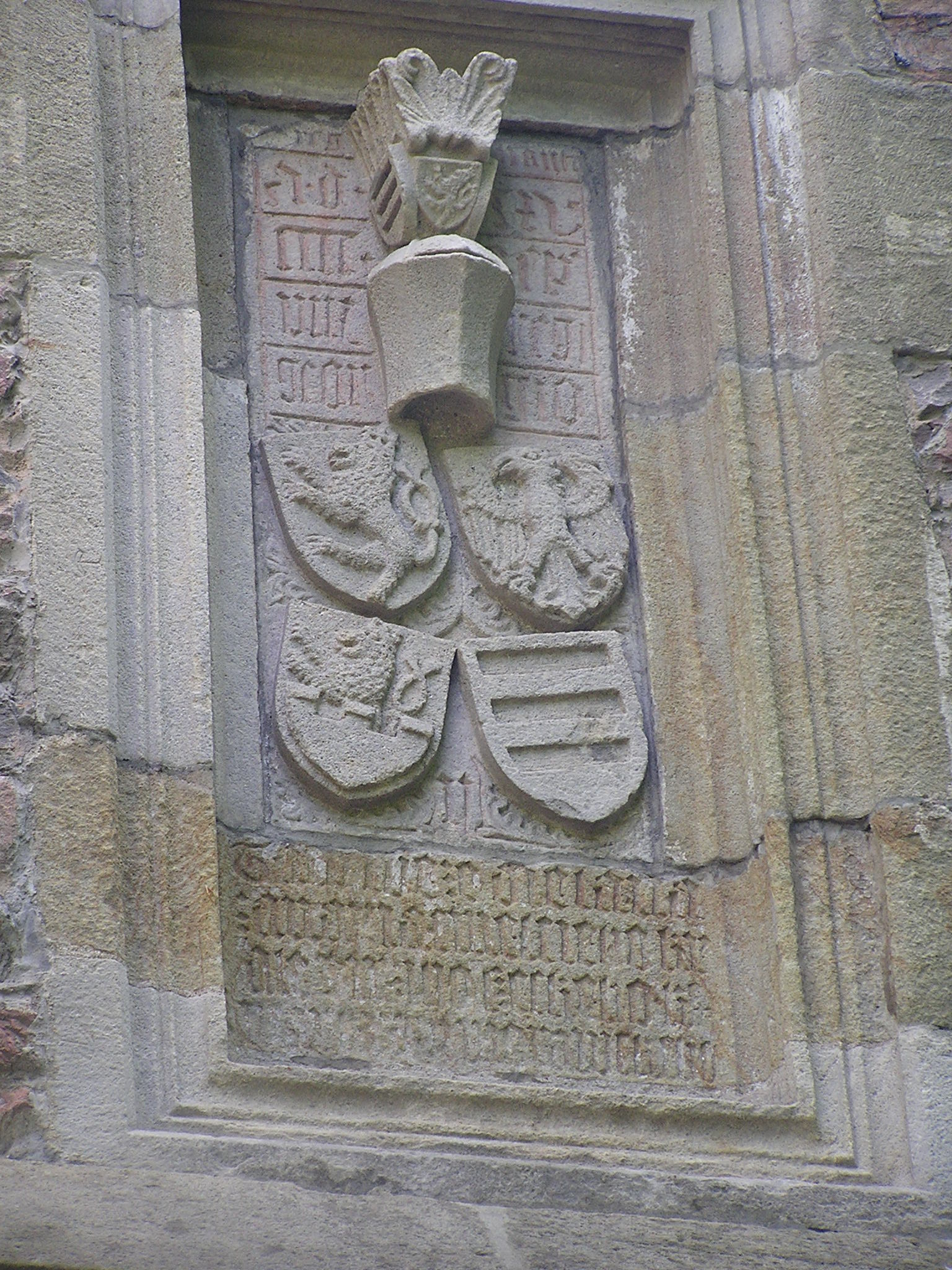
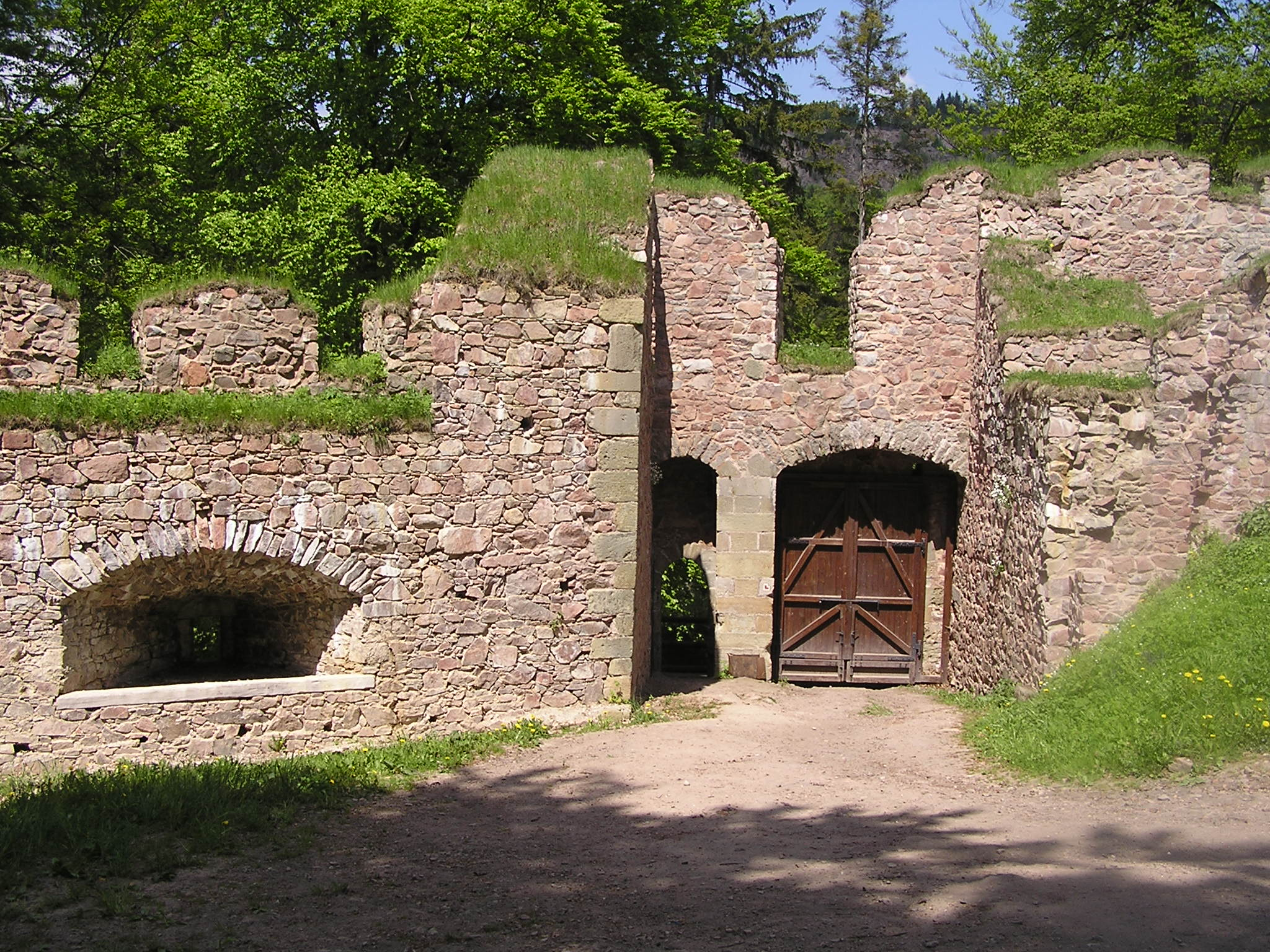
Pohled na první bránu z dolního dvora
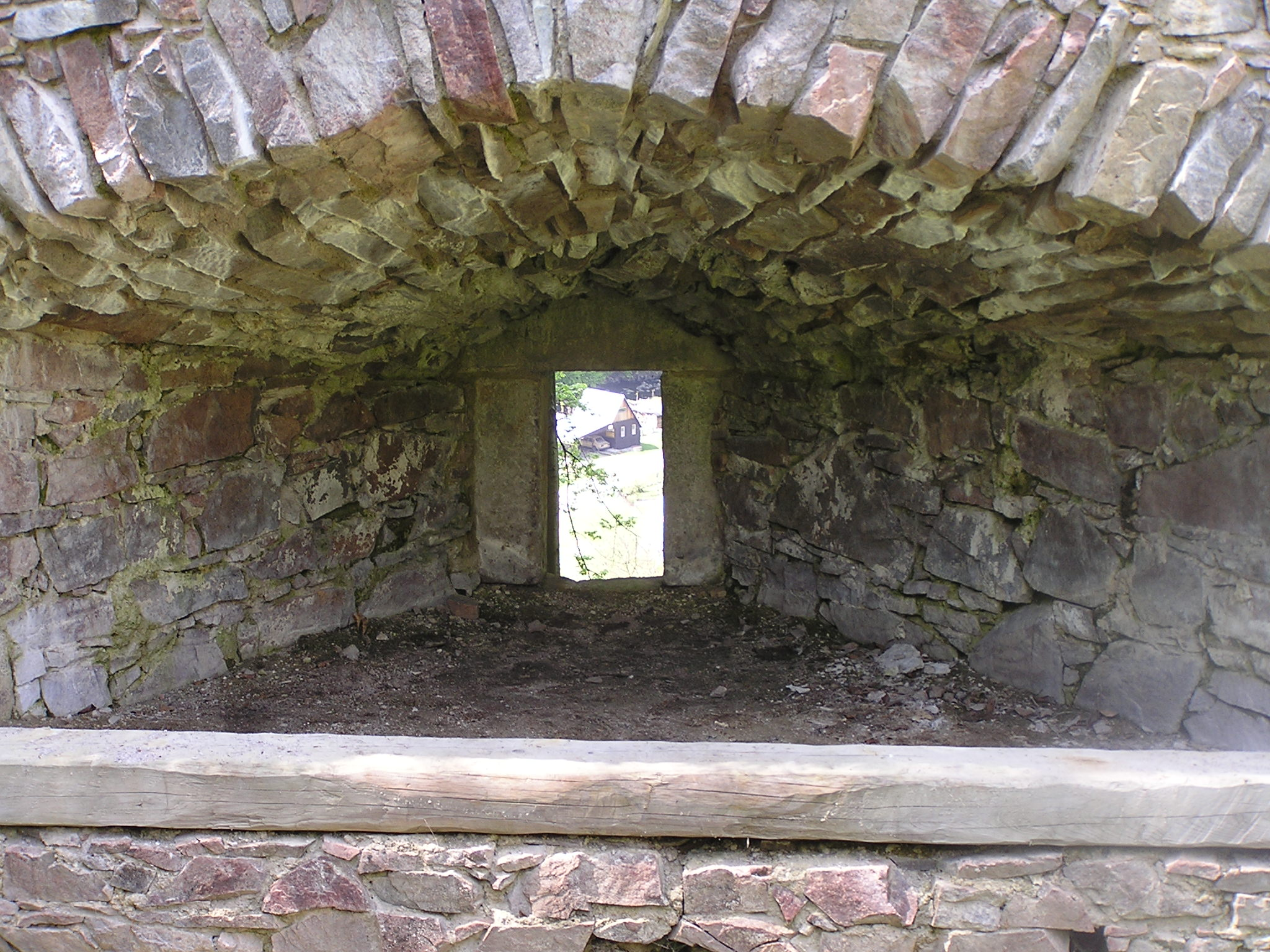
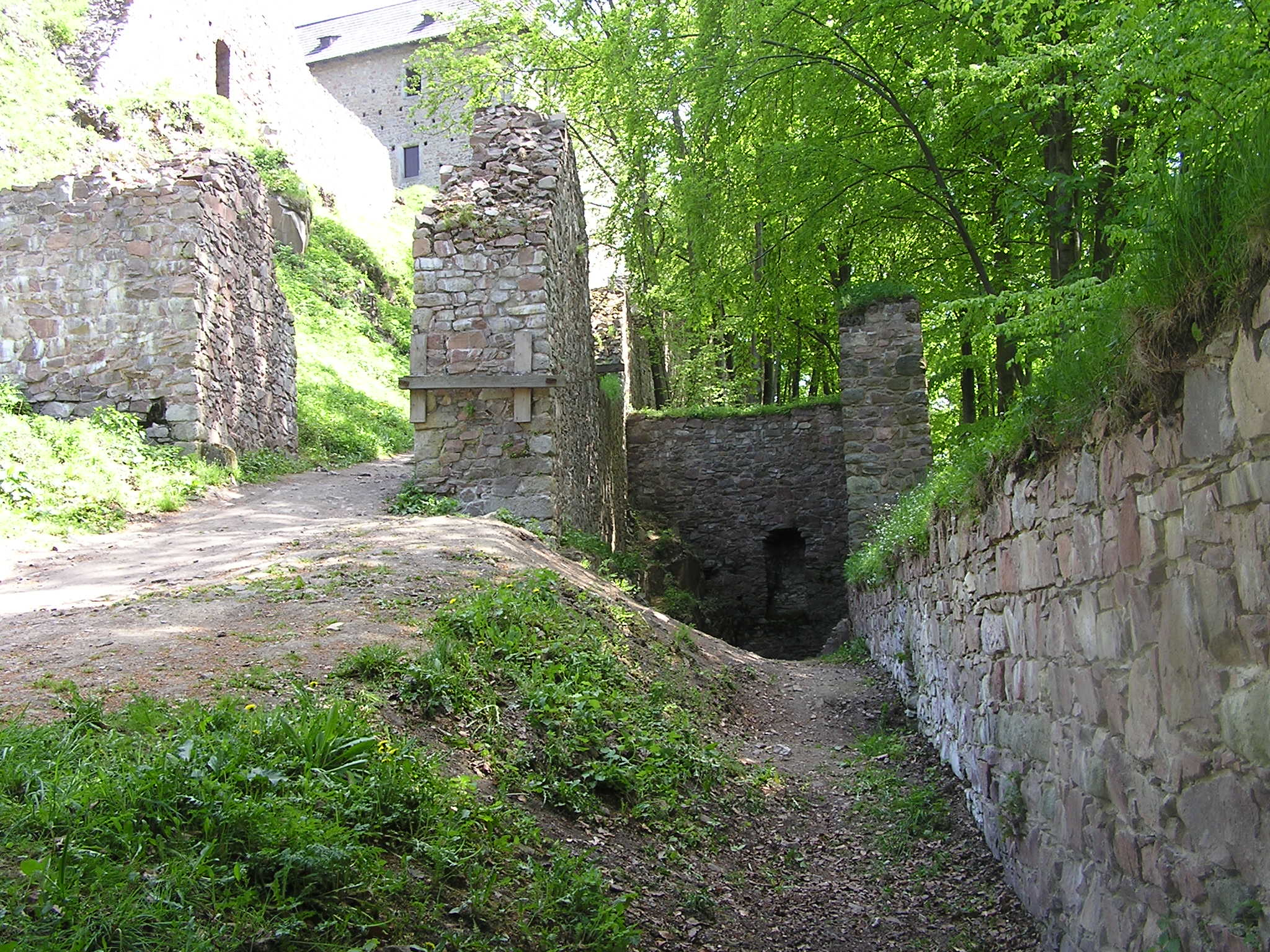
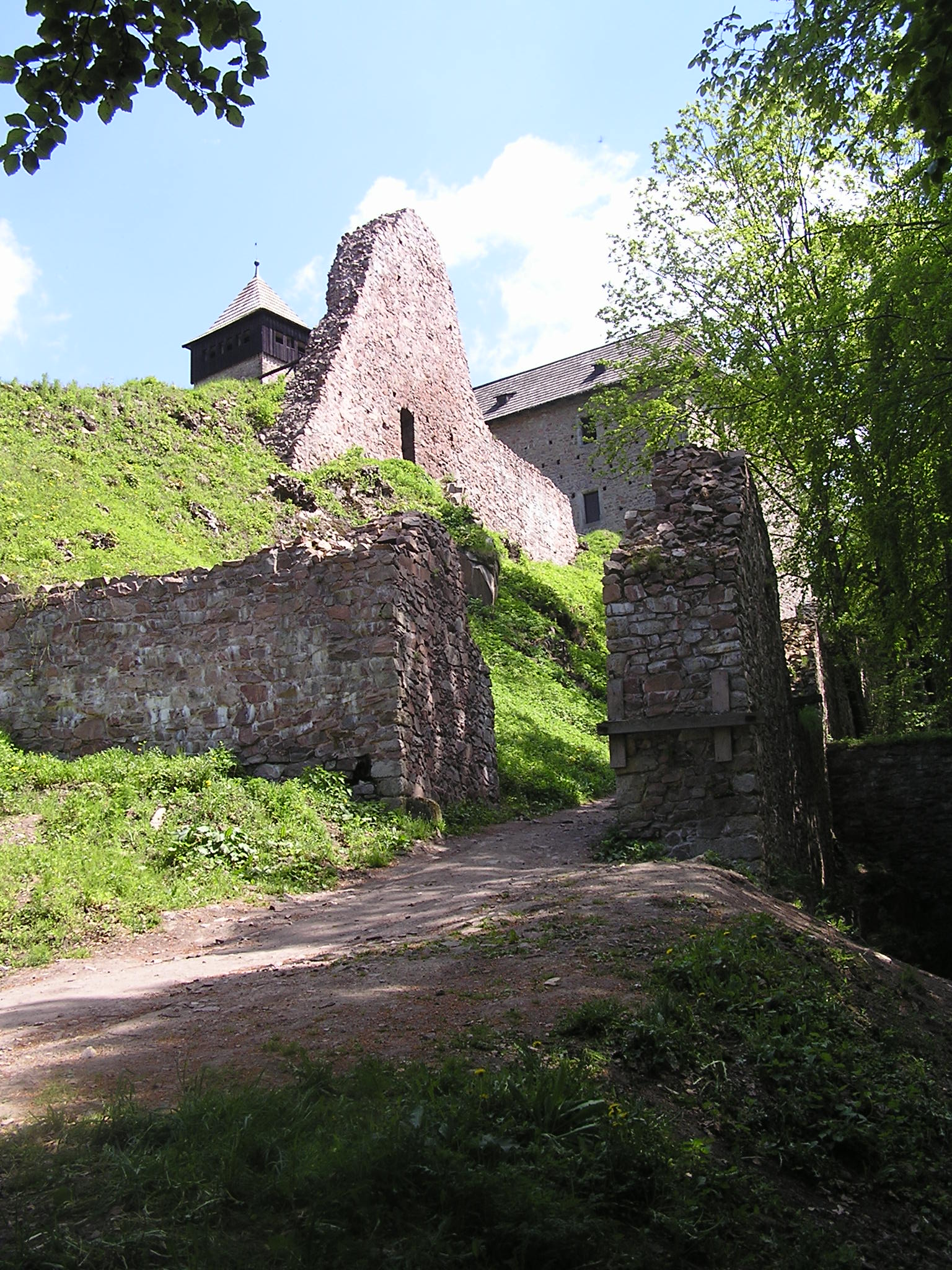
Druhá brána
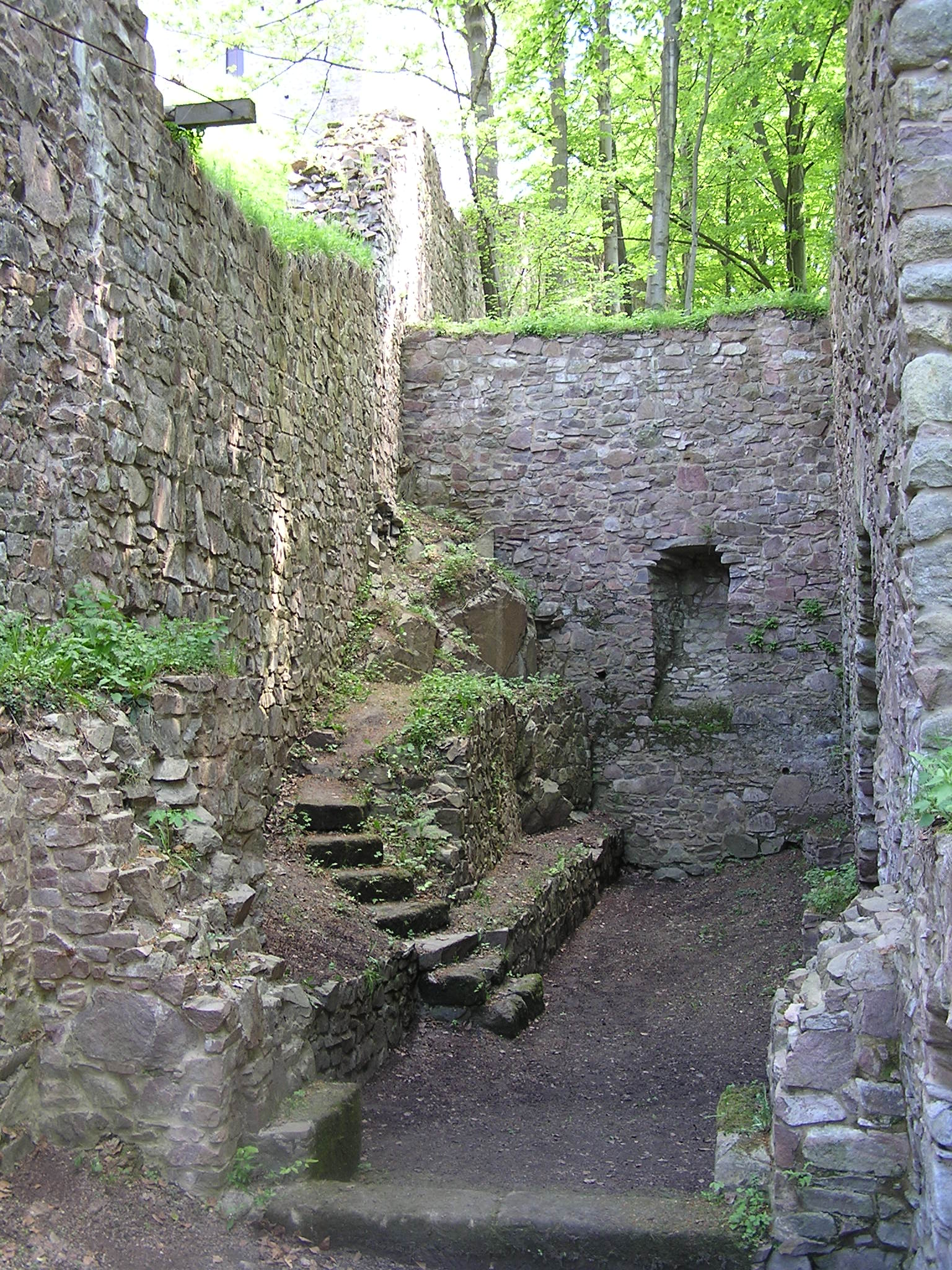
Pohled do maštale
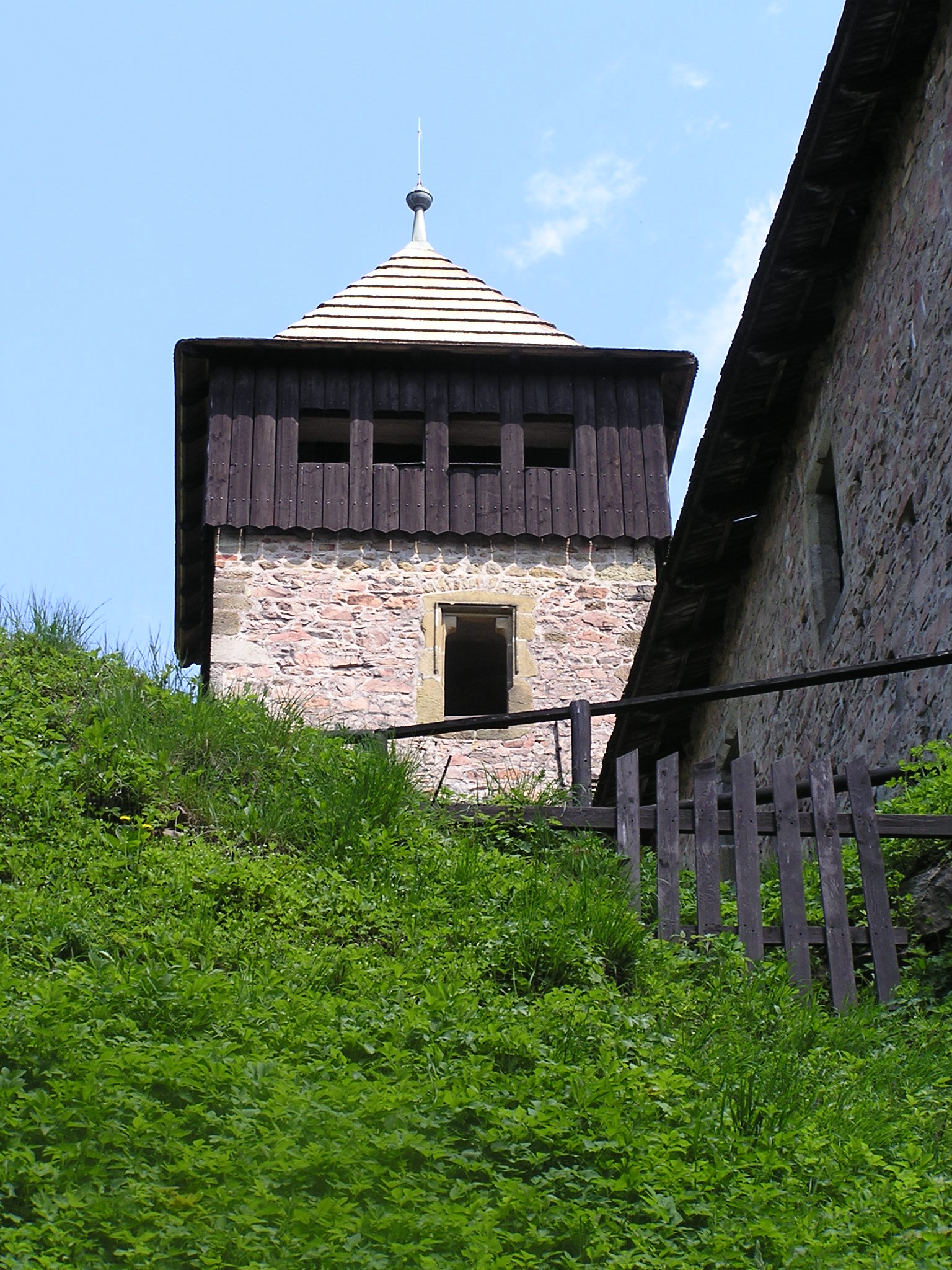
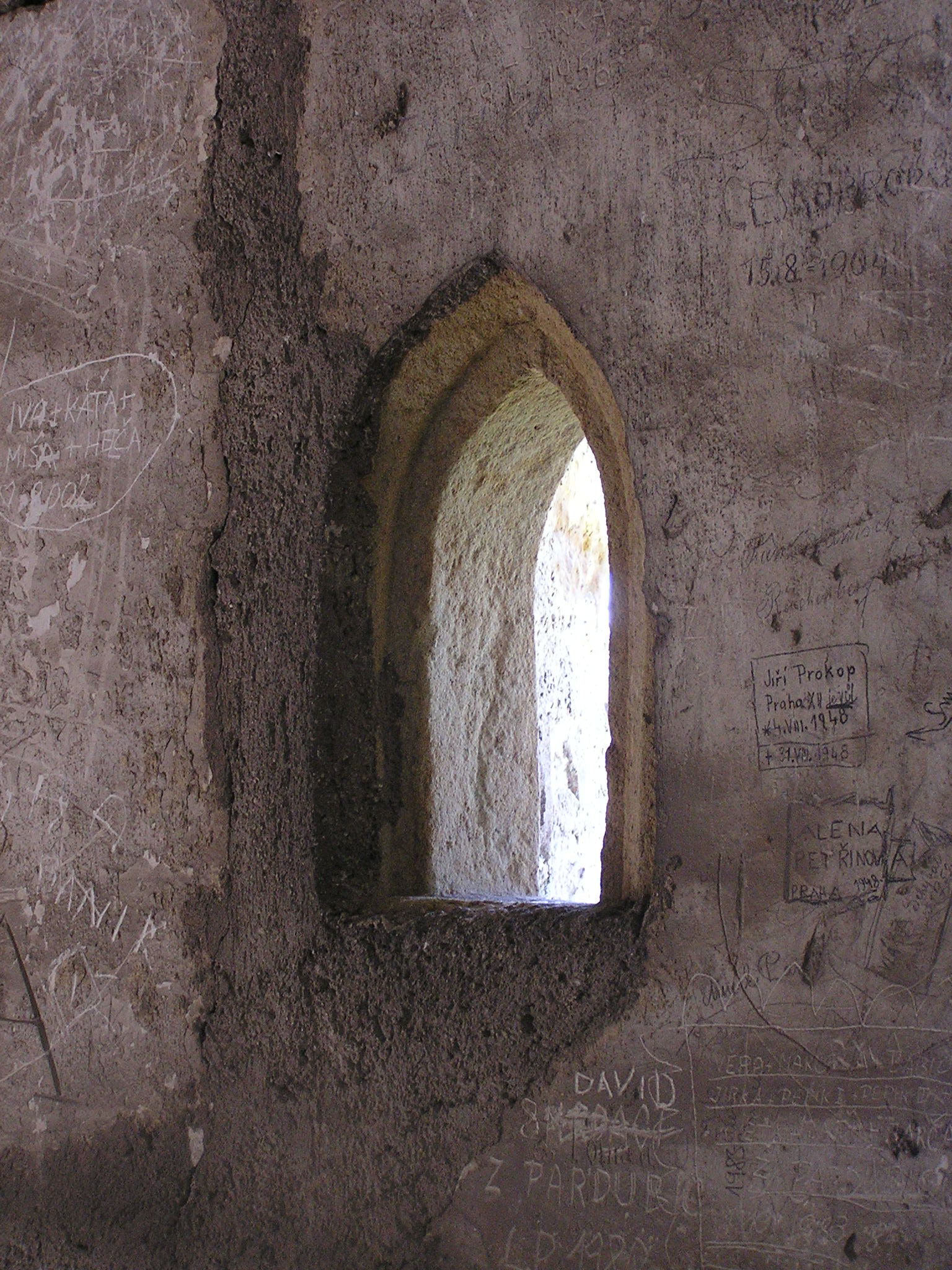
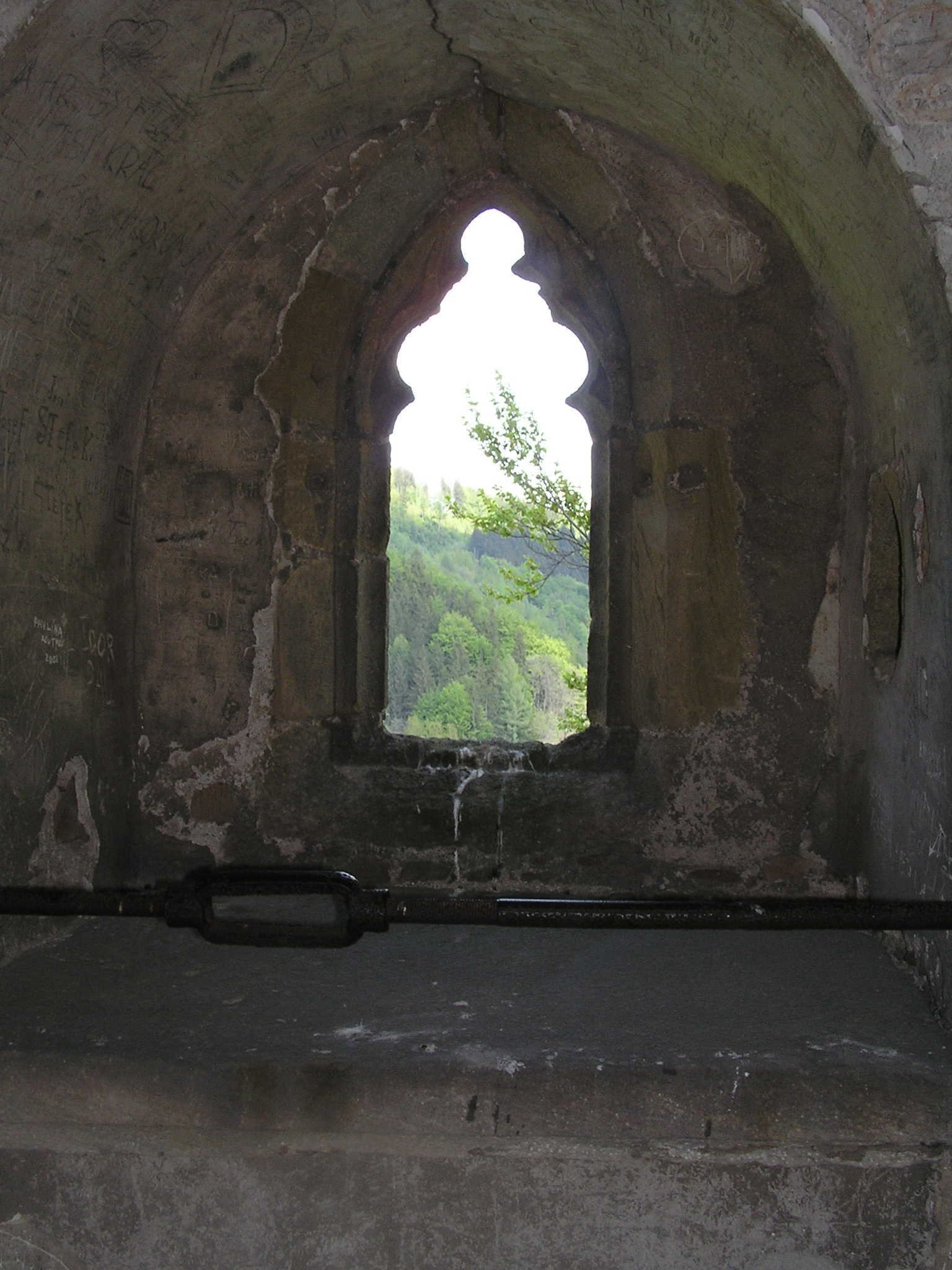
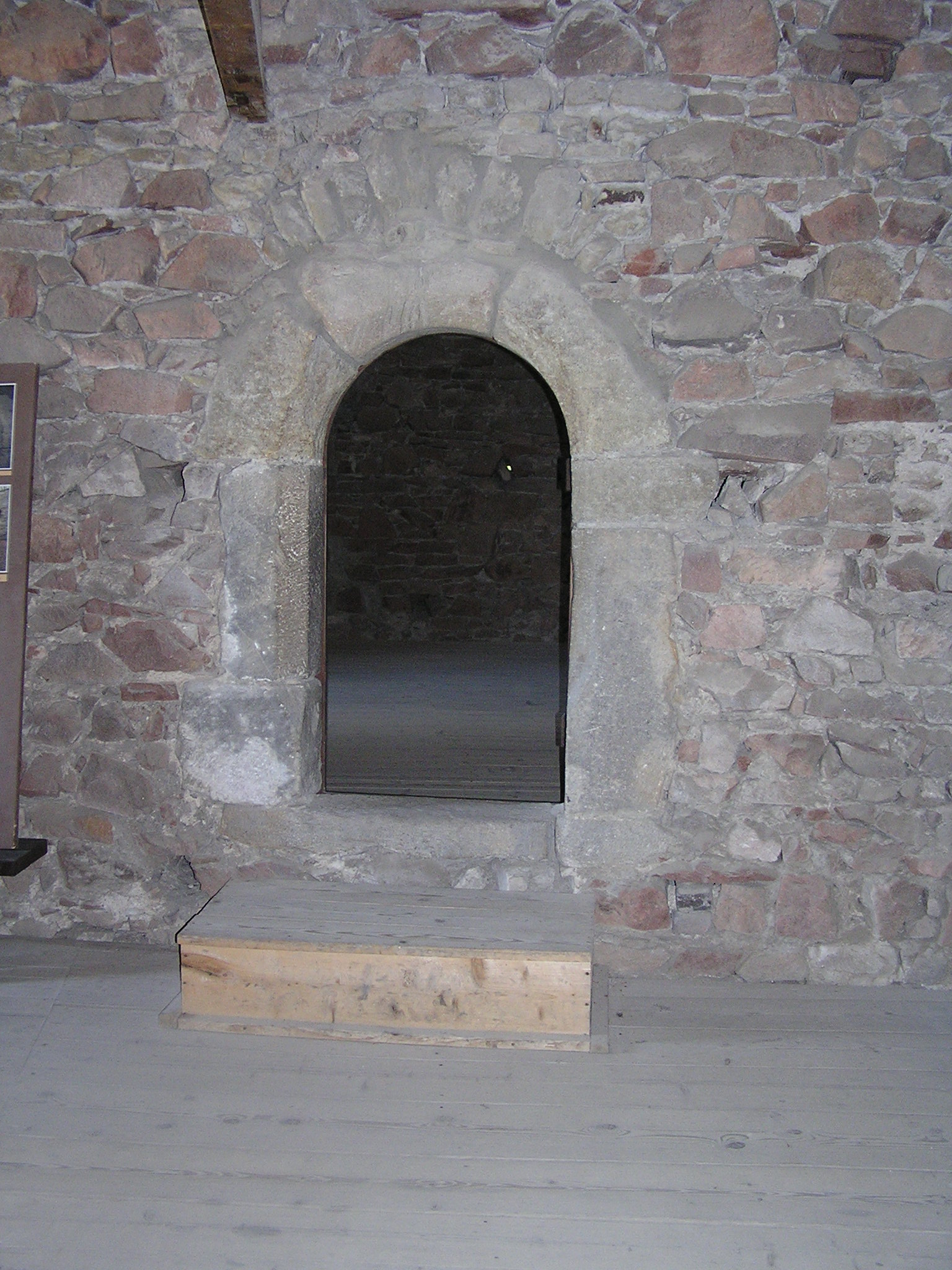
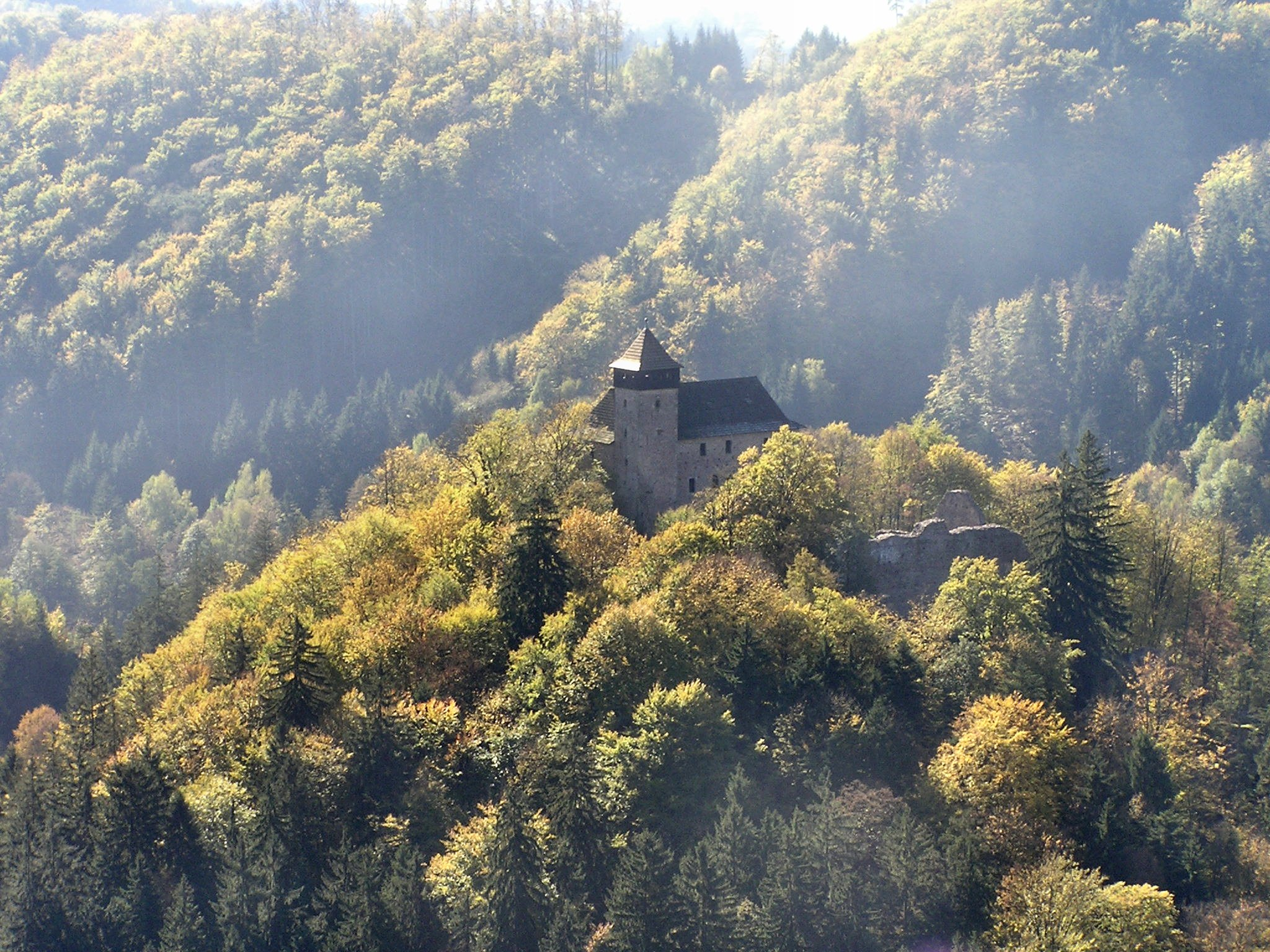
Pohled z Chlumu
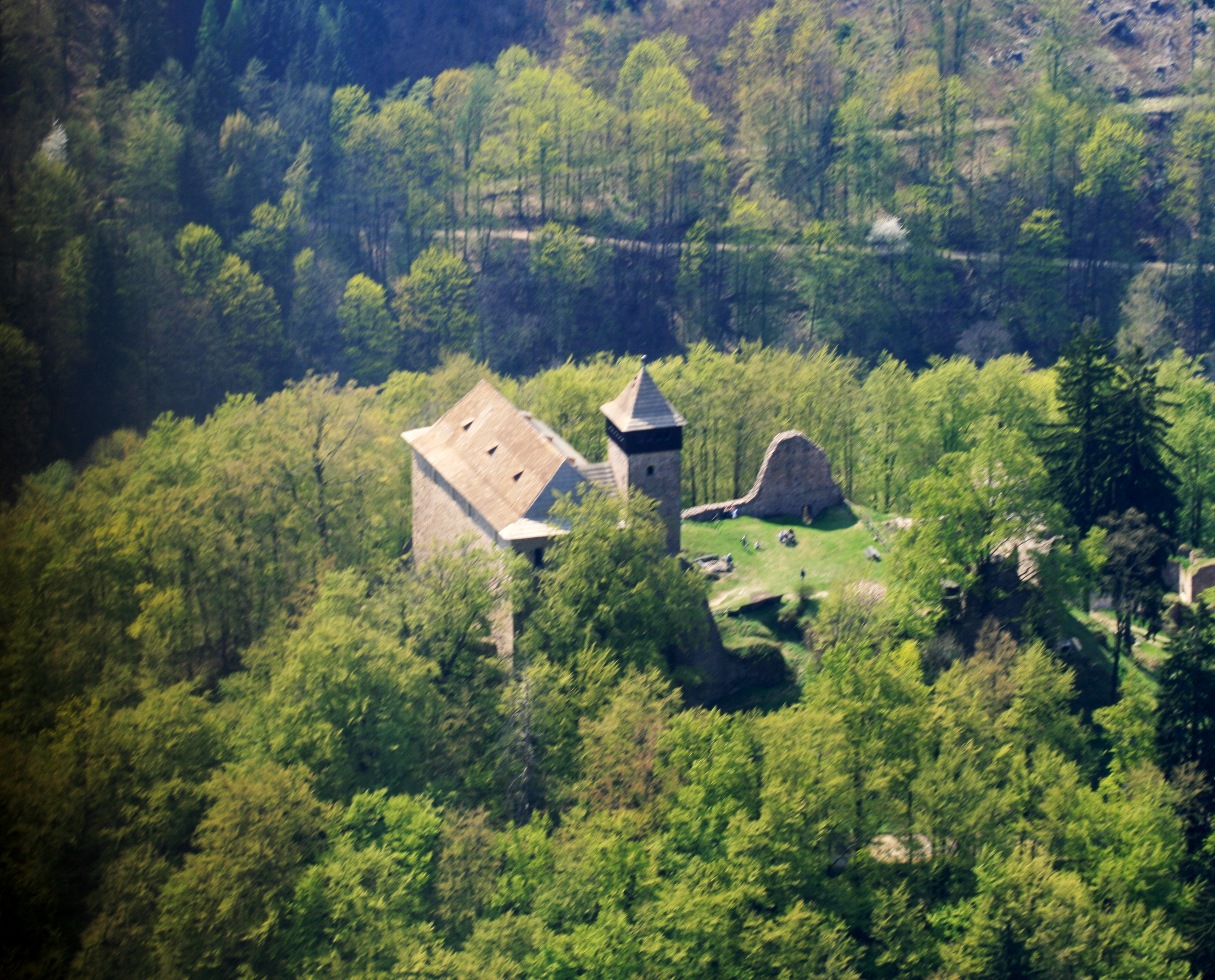
Pohled z letadla